# Culex mirificus
Culex mirificus är en tvåvingeart som beskrevs av Edwards 1913. Culex mirificus ingår i släktet Culex och familjen stickmyggor.
Artens utbredningsområde är Kenya. Inga underarter finns listade i Catalogue of Life.